# Bahía de Lübeck
La bahía de Lübeck (en alemán: Lübecker Bucht) es una bahía marítima de la parte más occidental del mar Báltico, situada frente a las costas del norte de Alemania. Se encuentra alrededor de la ciudad de  Lübeck y sus riberas pertenecen a varios municipios de los estados de Schleswig-Holstein y Mecklemburgo-Pomerania Occidental. Forma la parte suroccidental del golfo de Mecklemburgo.
Los principales puertos son Lübeck y su barrio Travemünde, en la desembocadura del río Trave (124 km) . El canal Elba-Lübeck, de 67 km, conecta desde aquí el mar Báltico con el río Elba.

## Historia
El 3 de mayo de 1945, al final de la Segunda Guerra Mundial, fue hundido,  en la bahía de Lübeck el Cap Arcona, un crucero oceánico de lujo alemán perteneciente a la línea Hamburgo–Sudamérica. En su interior perdieron la vida 4.500 de prisioneros de los campo de concentración de Neuengamme y Stutthof. Junto con este navío, en el mismo ataque fueron bombardeados y ametrallados por los cazabombarderos ingleses y también hundidos, los vapores Athen, Deuschtland y SS Thielbek (1940), cargados del mismo modo; el total de víctimas fue de 7.500 personas. Esta tragedia, ignorada aún hoy en día, censurada por los ingleses y franceses y provocada a propósito por fuerzas de las SS, constituye una de las mayores tragedias marítimas de la historia alemana y del mundo.
Ese mismo día 3 de mayo de 1945,  y para evitar su captura, fue echado a pique en la bahía el submarino alemán U 48, donde aún permanece.
En la época de la existencia de la República Democrática Alemana, era la parte más al norte de la frontera inter-alemana (formando parte así del telón de Acero).

## Véase también

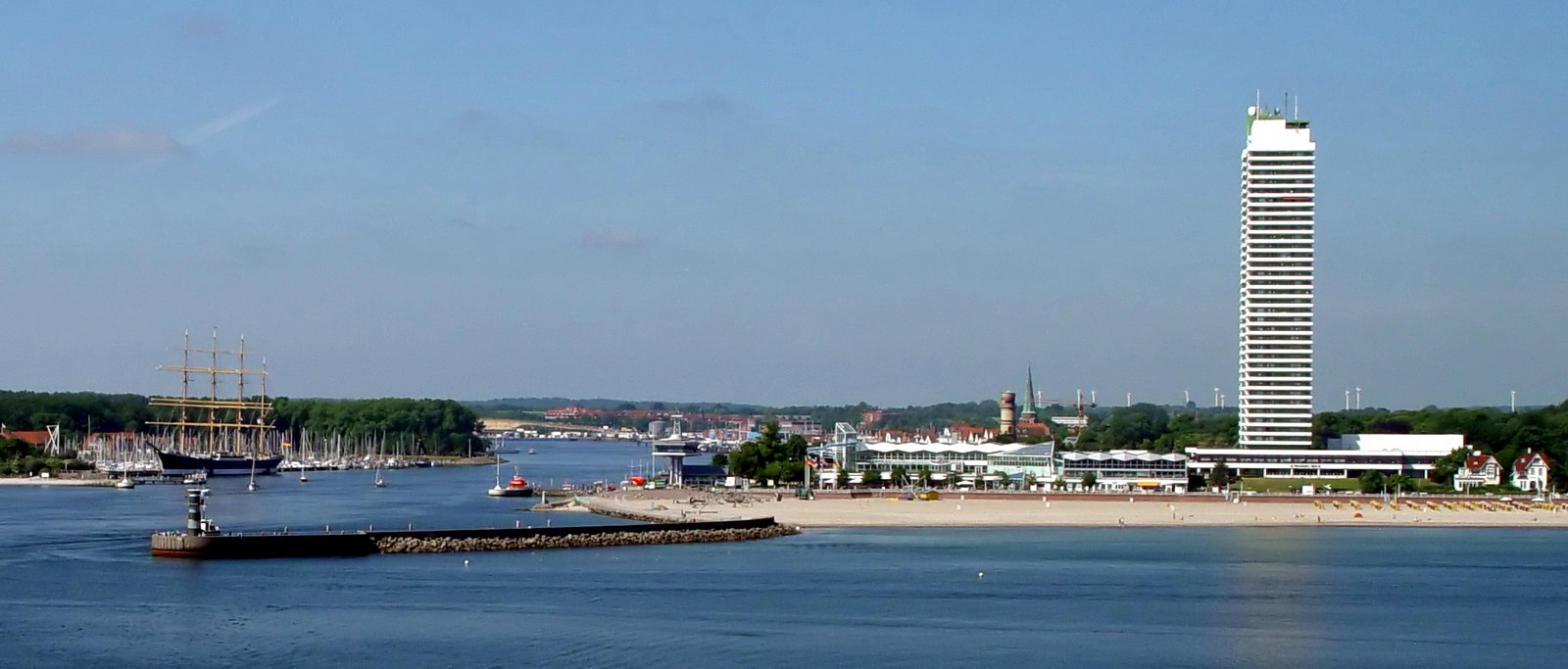
El barrio de Travemünde en la bahía de Lübeck (2005).